# Valerian und Veronique

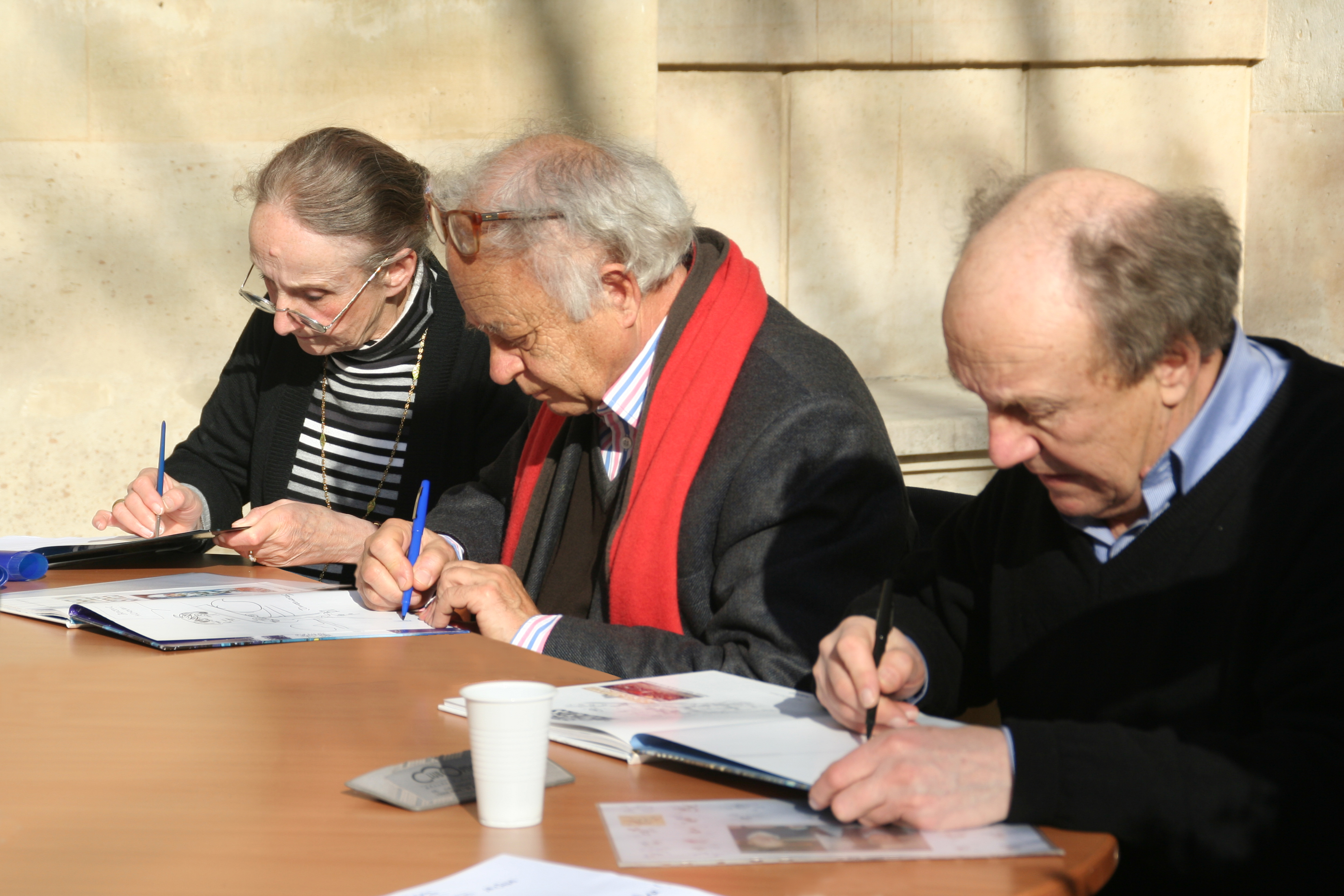
Die Schöpfer von Valérian und Veronique: Évelyne Tranlé (Farbgestaltung), Pierre Christin (Autor), Jean-Claude Mézières (Zeichner)

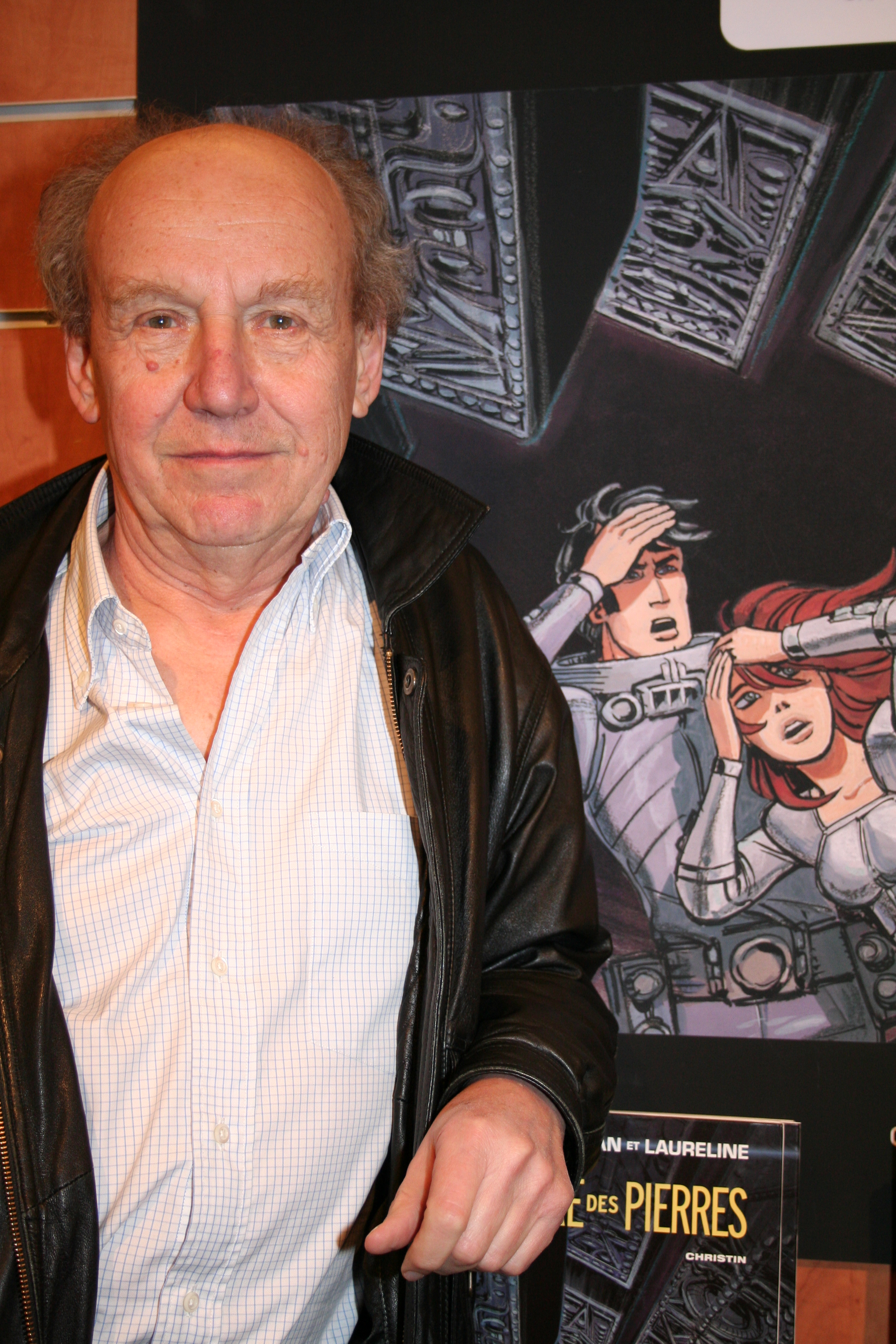
Zeichner Jean-Claude Mézières in Paris, Februar 2007

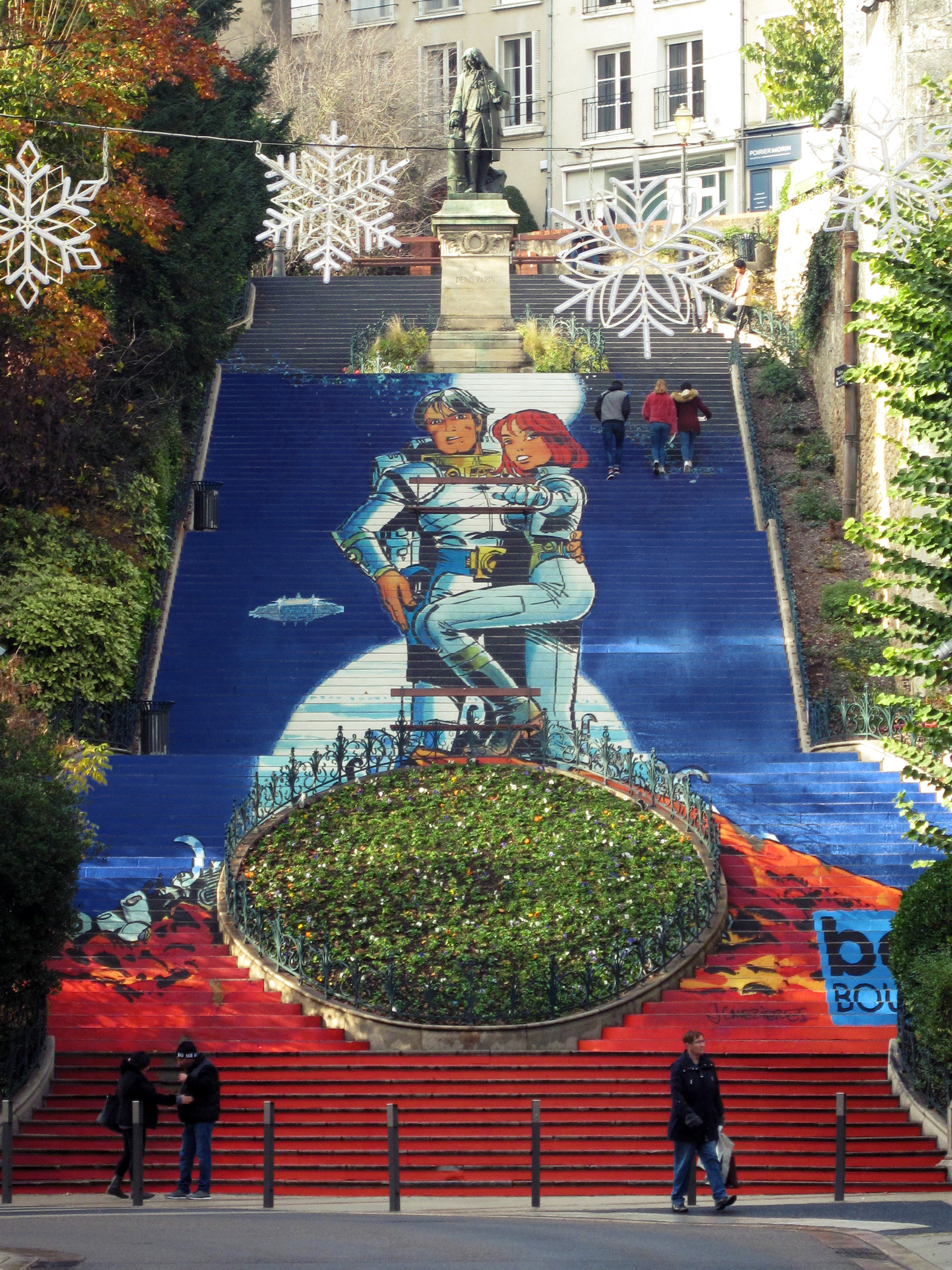
Valerian und Laureline auf der Denis-Papin-Treppe in Blois während der 35. Ausgabe des Comic-Festivals bd BOUM im Jahr 2018.

Valerian und Veronique ist eine französische Science-Fiction-Comic-Serie über zwei Agenten des Raum-Zeit-Service, der von Galaxity – der Hauptstadt der Zukunft – aus agiert.
Die Zeichnungen stammen von Jean-Claude Mézières, die Texte von Pierre Christin. Koloriert wurden die Comics von Mézières’ Schwester Évelyne Tranlé. Die erste Geschichte, Les Mauvais Rêves (Schlechte Träume), erschien am 9. November 1967 in der Ausgabe #420 des Comic-Magazins Pilote. Die Serie wurde in verschiedene Sprachen übersetzt, zum Beispiel in Englisch, Schwedisch, Portugiesisch und Deutsch. In Brasilien waren die Comics zeitweise ein wöchentlich erscheinendes Feature der dort einflussreichen Tageszeitung O Globo.
Zunächst erschienen in Deutschland die Episoden als Fortsetzungsgeschichten im ZACK-Magazin im Koralle-Verlag. Die erste veröffentlichte Episode war Die Stadt der tosenden Wasser, hier unter dem Titel 1984 – Die Erde ertrinkt (Heft 23/1973). Seit 1978 wird die Serie in Albenform vom Carlsen Verlag (zeitweise in der Edition ComicArt) herausgegeben, in welchem bis heute auch die neuen Ausgaben der Reihe erscheinen.

## Inhalt
Valerian und Veronique sind Agenten des Raum-Zeit-Services, welcher von Galaxity, der Hauptstadt des irdischen Imperiums des 28. Jahrhunderts aus aktiv wird. Zur Verfügung steht ein Raumschiff, welches den Raum-Zeit-Sprung ausführen kann und so zu verschiedenen Orten oder Zeiten reisen kann. Auch Technologie zum schnellen Spracherlernen steht bereit. Beim ersten Abenteuer lernt Valerian bei einer Zeitreise ins Jahr 1000 Veronique auf der Erde kennen. Seither bilden die beiden ein Liebespaar und agieren gleichberechtigt nebeneinander.
Ihre Reisen führen das Paar zu unterschiedlichen Planeten mit außerirdischen, stark exotischen oder auch denen auf der Erde ähnelnden Lebensbedingungen. Einige Abenteuer spielen auf der Erde um das 20. Jahrhundert.

## Stil
Die Geschichten spielen immer wieder auf gesellschaftspolitische Themen an. So werden in mehreren Bänden ausbeuterische Systeme oder Firmen dargestellt, gegen die sich die vermeintlich Schwächeren behaupten müssen. Genauso gibt es emanzipatorische Seitenhiebe seitens Veronique gegen Valerian.
Immer wieder kommt es innerhalb der Serie zu Zitaten und Anspielungen; so ähnelt das Flugtier in der Insel der Kinder jenem der Figur Arzach von Moebius, die Figur Gott erinnert an Orson Welles und der Kalifensohn sieht Abdallah aus Tim und Struppi ähnlich. In Die Geister von Inverloch werden Personen aus dem Comic Treibjagd thematisiert und das Abschlussbild der Trügerischen Welten spielt auf das Renoir-Gemälde Das Frühstück der Ruderer an.
Valerian und Veronique selbst gelten als Vorbild erfolgreicher Science-Fiction-Filme. So finden einige Elemente früher Comicalben in den Star-Wars-Filmen Verwendung.
Die Ausstattung des Filmes Das fünfte Element wurde von Mézières in Anlehnung an das Album Die Kreise der Macht realisiert.

## Internationale Titel
Im französischsprachigen Original heißt der Comic Valérian, agent spatio-temporel, doch meistens wird er im französischsprachigen Raum nach den beiden Hauptpersonen als Valérian et Laureline bezeichnet. In Deutschland wurde dies zunächst für die Veröffentlichung im ZACK-Magazin (ab 1973) übernommen, in den Alben des Carlsen Verlags (ab 1978) wurde daraus jedoch, aus unbekannten Gründen, Valerian und Veronique.
Der ursprüngliche Name Laureline kommt jedoch manchmal zum Vorschein, zuletzt im Band 19 (Am Rande des großen Nichts), wo Valerian und Veronique einen kleinen Markt-Handel aufgezogen haben; auf ihrem Firmenlogo über dem Marktstand steht V & L (für Valérian & Laureline). Bei Übersetzungen werden die Zeichnungen in der Regel nicht angepasst, sondern lediglich die Texte in eine andere Sprache übersetzt. So auch in Band 14 (Lebende Waffen), wo auf einem Plakat unter Veroniques Konterfei in kyrillischen Buchstaben ЛОРЕЛИНА (also Lorelina) steht. 
Der Carlsen Verlag wechselte im Juni 2017 für eine einmalige „Filmausgabe“ den Titel zurück zu Valerian & Laureline, da dieser Name auch im Film Valerian – Die Stadt der tausend Planeten verwendet wird.
Die englische Ausgabe heißt Valérian: Spatio-Temporal Agent; Laureline wurde hier nicht umbenannt. In Schweden erscheint der Comic unter dem Titel Linda och Valentin, wie auch in Dänemark (Linda og Valentin), und in den Niederlanden als Ravian: Tijd/ruimte-agent.

## Bände
Einige Bände sind in Deutschland in anderer Reihenfolge erschienen als im Original vorgesehen. Bei diesen ist die ursprünglich korrekte Nummer in Klammern angegeben. Die später erschienene deutsche Gesamtausgabe benutzt die Reihenfolge im Original.
- Band 0: Schlechte Träume, 2000, 56 Seiten (Les Mauvais Rêves, 2000), ISBN 3-551-01890-1
Dieser Band enthält zwei Geschichten über die Vergangenheit und die Zukunft der beiden Raum-Zeit-Agenten. In Schlechte Träume geht es um das erste Zusammentreffen von Valerian und Veronique im Jahr 1000. Die Asteroiden von Shinballil ist ein Video-Comic, der Anfang der 80er Jahre entstand und die skurrilen Eigenschaften dieser Himmelskörper näher beschreibt. Zudem enthält der Band bislang unveröffentlichte Illustrationen und eine Tabelle, die alle Abenteuer der beiden Helden in die komplexe chronologische Struktur der Serie einordnet. Das Album wurde im Jahr 2000 als Band 0 in die laufende Serie eingeschoben, da die Handlung von Schlechte Träume zeitlich vor den restlichen Geschichten der Reihe spielt.
- Band 1: Die Stadt der tosenden Wasser, 1978 (La Cité des eaux mouvantes, 1970), ISBN 3-551-01871-5
Kombul, der gefährlichste Gefangene von Galaxity, ist geflohen. Mit einer Raum-Zeit-Maschine bewegt er sich in das New York des Jahres 1986: eine Ruinenstadt, die durch die Explosion eines Wasserstoffbombenlagers am Nordpol und daraufhin geschmolzener Gletscher überflutet wurde und in der es nur noch wenige Überlebende gibt. Er möchte die Pläne der Raum-Zeit-Maschine an sich reißen und als Diktator die Welt beherrschen, verstirbt jedoch bei dem Versuch, eine frühzeitliche Maschine in Gang zu setzen.
- Band 2: Im Reich der tausend Planeten, 1978 (L'Empire des mille planètes, 1971), ISBN 3-551-01872-3
Syrtis Magnificus, das Zentrum des Reiches der Tausend Planeten, beherbergt eine Zivilisation, die bisher keinen Kontakt zur Erde hatte. Valerian und Veronique sollen herausfinden, wer diesen Planeten beherrscht und wie gefährlich seine Bewohner für die Erde sind. Sie können Tempel und einen Palast begutachten und entdecken dort komplexe Maschinen. Zusammen mit der Kaufmannsgilde starten sie einen Feldzug gegen die „Kundigen“, welche sich ausgestoßen fühlend später Selbstmord begehen.
- Band 3: Das Land ohne Sterne, 1979 (Le Pays sans étoiles, 1972), ISBN 3-551-01873-1
Ein unbekannter Planet nähert sich einem bewohnten Sonnensystem am Rande der Galaxis. Bei Untersuchungen finden Valerian und Veronique einen hohlen Planeten vor, in dem ein Krieg zwischen den Geschlechtern herrscht. Die Raum-Zeit-Agenten können die beiden Herrscher kidnappen und mit der Außenwelt bekannt machen. Mit einer Reihe von Explosionen können sie den Planeten stabilisieren.
- Band 4: Willkommen auf Alflolol, 1979 (Bienvenue sur Alflolol, 1972), ISBN 3-551-01874-X
Auf dem Industrieplaneten Technorog tauchen die Ureinwohner nach jahrtausendelanger Abwesenheit auf. Sie tun sich mit den ihnen zugewiesenen Reservaten schwer und können mit der menschlichen Arbeitswelt wenig anfangen. Als die Ureinwohner wieder abreisen, schlägt ihnen Valerian die Erde als Reiseziel vor.
- Band 5: Die Vögel des Tyrannen, 1980 (Les Oiseaux du Maître, 1973), ISBN 3-551-01875-8
Gestrandet auf einem unbekannten Asteroiden werden Valerian und Veronique zu Zwangsarbeit verdonnert. Die Gesellschaft dort muss Nahrungsmittel für eine riesige graue Masse, den Tyrannen, beschaffen. Gemeinsam mit ihren Freunden können sie die Zuleitungen zum Tyrannen zerstören; danach entschwindet die Masse mitsamt ihren „Wahnvögeln“ ins Weltall.
- Band 6: Botschafter der Schatten, 1980 (L'Ambassadeurs des Ombres, 1975), ISBN 3-551-01876-6
Im Weltall wurde ein künstlicher Planet namens Central City von tausenden unterschiedlicher Rassen des Universums gebildet. Der Botschafter der Erde wird von den Bewohnern der Urzelle entführt, da die Erde ihre Macht aggressiv ausbauen will. Der Botschafter kann umgestimmt werden, und die irdischen Kriegsschiffe verlassen Central City wieder.
- Band 7 (9): Das Monster in der Metro, 1981 (Métro Châtelet direction Cassiopée, 1980), ISBN 3-551-01877-4
Was geht in Frankreich der 1980er Jahre vor? Rätselhafte Erscheinungen beunruhigen die Öffentlichkeit: ein Ungeheuer in einem alten Salzbergwerk, ein Monster in der Pariser Metro, eine Seeschlange in den Sümpfen von Poitou. Im Auftrag von Galaxity versucht Valerian mit seinem Pariser Kontaktmann Albert, diesen Phänomenen auf die Spur zu kommen. Währenddessen ist Veronique im Sternbild Kassiopeia unterwegs, um dort etwas über den Ursprung des Geheimnisses zu erfahren.
- Band 8 (10): Endstation Brooklyn, 1981 (Brooklyn station terminus cosmos, 1981), ISBN 3-551-01878-2
Veronique kann herausfinden, dass die vier Energiewesen von zwei Weltraum-Gangstern gestohlen wurden und auf der Erde zu Geld gemacht werden sollen. Noch während einer geheimen Vorführung in Brooklyn kann Veronique die Gangster erledigen und die Energiewesen zerstören.
- Band 9 (7): Trügerische Welten, 1982 (Sur les terres truquées, 1977), ISBN 3-551-01879-0
Ein geheimnisvolles Wesen erschafft im All Simulationen verschiedener Epochen der Erde. Galaxity wittert Gefahr, und Valerian und Veronique haben zusammen mit der Historikerin Jadna die Aufgabe, die Welten zu erforschen. Hierfür benötigt man 200 Klone von Valerian. Als man den Urheber der Welten erreicht, ist Jadna so fasziniert, dass sie bleiben will.
- Band 10 (8): Die Insel der Kinder, 1982 (Les Héros de l'équinoxe, 1978), ISBN 3-551-01880-4.
Der Planet Simian braucht dringend Nachwuchs. Als Abgesandter von Galaxity soll sich Valerian am Wettkampf der Helden um die Vaterschaft für die zukünftige Generation beteiligen. Trotz gewisser Zweifel unterzieht er sich den mörderischen Prüfungen auf der Insel der Kinder, bis er endlich der Großen Mutter von Filena gegenübersteht. Unzählige Kinder entstehen und bevölkern nun den Planeten.
- Band 11: Die Geister von Inverloch, 1984 (Les Spectres d'Inverloch, 1984), ISBN 3-551-01881-2
Ein wichtiger Auftrag führt Valerian und Veronique in das 20. Jahrhundert. Auf Schloss Inverloch in Schottland treffen sich die Agenten des Raum-Zeit-Service sowie einige außerirdische Lebensformen, um die vom Untergang bedrohte Erde zu retten. Sämtliche atomaren Abwehrsysteme der Großmächte sind schwer gestört, und die militärischen Befehlshaber leiden unter zunehmender geistiger Verwirrung. Die Spur führt zum Planeten Hypsis.
- Band 12: Die Blitze von Hypsis, 1986 (Les Foudres d'Hypsis, 1985), ISBN 3-551-01882-0
Die Gruppe um Valerian und Veronique spüren ein mit Atomsprengköpfen beladenes Segelschiff im Meer auf. Dieses entschwindet jedoch in den Weltraum, und mit Hilfe von Valerians Raumschiff gelangt man auf den Wanderplaneten Hypsis. Hier halten sich Gott, Jesus und der heilige Geist in einem heruntergekommenen Turmbau auf. Deren Plan, die unrentable Erde zu vernichten, kann abgewehrt werden.
- Band 13: Die große Grenze, 1989 (Sur les frontières, 1988), ISBN 3-551-01883-9
Im Zuge der Ereignisse um den Planeten Hypsis ist Galaxity in der Zukunft des 28. Jahrhunderts verschwunden. Valerian und Veronique befinden sich auf der Erde des ausgehenden 20. Jahrhunderts. Dort sollen sie helfen, eine Serie von Zwischenfällen in verschiedenen Nuklearanlagen aufzuklären. Bald entdecken sie, dass es sich dabei um gezielte Anschläge handelt, deren Verursacher offensichtlich ebenfalls aus der Zukunft stammt. Der Raum-Zeit-Agent Jal glaubt, dass eine atomare Katastrophe in den 1980er Jahren eine notwendige Bedingung für die Existenz Galaxitys ist. Sie können ihn aufhalten und die Erde des 20. Jahrhunderts retten, aber Galaxity bleibt verschwunden.
- Band 14: Lebende Waffen, 1991 (Les Armes vivantes, 1990), ISBN 3-551-01884-7
Das Raumschiff von Valerian und Veronique strandet auf dem noch unerforschten Planeten Blopik, auf dem archaische Kriege wüten. Sie schließen sich einer Zirkustruppe an. Von kämpfenden Blopiks gefangen genommen, führen sie ihre Tricks vor. Der Gruppe gelingt die Flucht, und sie landet im Russland des 20. Jahrhunderts. Dort können sie noch einmal erfolgreich eine Show vorführen.
- Band 15: Die Kreise der Macht, 1994 (Les cercles du pouvoir, 1994), ISBN 3-551-01885-5
Als Valerian und Veronique ohne einen Blutok in der Tasche wegen einer Raumschiffpanne auf dem übervölkerten Planeten Rubanis landen, müssen sie wohl oder übel die Dienste der geschäftstüchtigen Shinguz in Anspruch nehmen, um wieder zu Geld zu kommen. Sie bekommen vom korrupten Polizeichef den Auftrag, herauszufinden, was im „Kreis der Macht“ von Rubanis vor sich geht. Valerian und Veronique können sich Zugang verschaffen und den „Hyper-Prinzen“, ein Energiewesen, welches suchtbringende Holographien in die Köpfe speist, vernichten.
- Band 16: Im Bann von Ultralum, 1997 (Otages de l'Ultralum, 1996), ISBN 3-551-01886-3
Valerian und Veronique verbringen einen Traumurlaub in einem kosmischen Luxus-Ferienparadies, wo sich Milliardäre aus dem gesamten Universum ein Stelldichein geben. Die gepflegte Langeweile findet jedoch ein jähes Ende, als eine Verbrecherbande nicht nur den Sohn des Kalifen von Iksaladam entführt, sondern auch Veronique in ihre Gewalt bringt.
- Band 17: Die Sternenwaise, 1998 (L'Orphelin des astres, 1998), ISBN 3-551-01887-1
Wieder vereint versuchen die beiden Raum-Zeit-Agenten, den Sohn des Kalifen von Iksaladam vor Kopfgeldjägern zu beschützen, die ihm auf den Fersen sind. Dabei treffen sie auf einen Langzeitstudenten für interplanetarisches Handelswesen, einen durchgeknallten Filmproduzenten und einen karrieresüchtigen Universitätsprofessor. Sie können den Sohn des Kalifen in einer Privatschule unterbringen und den Kopfgeldjägern entfliehen.
- Band 18: In unsicheren Zeiten, 2002 (Par des temps incertains, 2001), ISBN 3-551-01888-X
Gott greift ein, als die multinational operierende Firma Vivaxis unsterbliche Menschen mittels Gentechnik erschaffen will. Auch Satan persönlich erscheint. Bei einer Aktionärsversammlung kann eine Verhandlung zwischen den Parteien erreicht werden. Satan wird seiner teuflischen Attribute entledigt und wird nun Präsident von Vivaxis.
- Band 19: Am Rande des großen Nichts, 2005 (Au bord du Grand Rien, 2004), ISBN 978-3-551-01889-2
In Porte-Au-Gouffre, einem heruntergekommenen Weltraumbahnhof am Rande des Großen Nichts, schlagen sich Valerian und Veronique mehr schlecht als recht als fliegende Händler durch. Als die Raumschiffkommandantin Singh'a Rough'a ein Schiff für eine Expedition ins Große Nichts ausrüstet, sehen die beiden ihre Chance, ihrem eigentlichen Ziel näher zu kommen: die verschwundene Erde und Galaxity, die Hauptstadt des irdischen Imperiums, wiederzufinden.
- Band 20: Das Gesetz der Steine, 2007 (L'Ordre des Pierres, 2007), ISBN 978-3-551-02570-8
Die Expedition trifft auf die Wolochs, die Meister des Großen Nichts, die wie gigantische schwarze Steinquader aussehen. In der Zwischenzeit erfährt die Schneiderin Ky-Gaï vom Schicksal der Limboz, die fast vollständig von den Wolochs ausgerottet wurden, und dem Zeitöffner, einem Artefakt, mit dem die Wolochs besiegt werden könnten. Aber auch das Triumvirat von Rubanis ist hinter dem Zeitöffner her.
- Band 21: Der Zeitöffner, 2010 (L'OuvreTemps, 2010), ISBN 978-3-551-02571-5
Im Abschlussband gibt es ein Wiedersehen mit beinahe allen Hauptfiguren der Serie. Mit Hilfe der reinen Seelen ihrer angereisten Freunde können Valerian und Veronique den Zeitöffner der Limboz aktivieren und die Erde wiederherstellen, während die Wolochs zu Trümmern zerfallen. Valerian und Veronique fühlen sich fremd in der wieder hergestellten Erde. Sie absolvieren ihre letzte Raum-Zeit-Reise und werden als Kinder im Paris des 21. Jahrhunderts wiedergeboren.
- Band 22: Souvenirs der Zukunft, 2014 (Souvenirs de futurs, 2014), ISBN 978-3-551-02572-2
Neun Kurzgeschichten, die jeweils durch eine gemalte Doppelseite[6] eingeleitet werden.
- Band 23: Souvenirs der Zukunft 2, 2019 (L'avenir est avancé, 2019), ISBN 978-3-551-02574-6

### Sonderbände
- Schlechte Träume und vier weitere Abenteuer aus Raum und Zeit, 1984, 72 Seiten (Mézières et Christin avec…, 1983), ISBN 3-551-02708-0
Sammlung von vier Kurzgeschichten, die in den 60er- und 70er Jahren im Magazin Pilote erschienen sind: (1) Schlechte Träume, (2) Weltraum-Veteranen, (3) Zurück zur Natur, (4) Solange es noch Menschen gibt…. Nur die Geschichte 1 handeln von Valerian und Veronique und beschreibt ihr erstes Zusammentreffen im Jahr 1000. Dazu enthalten ist (5) Die Asteroiden von Shinballil, ein Video-Comic, der Anfang der 80er Jahre entstand und die skurrilen Eigenschaften dieser Himmelskörper näher beschreibt. Der Band wurde nur mit den Geschichten 1 und 5 als Band 0: Schlechte Träume im Rahmen der regulären Albenserie neu aufgelegt.

- Die Bewohner des Himmels, Neuausgabe 2020 (Les Habitants du ciel, 1991), ISBN 978-3-551-02591-3
Hardcoverband mit umfangreichen Hintergrundinformationen zum Universum von Valerian und Veronique.

- Jenseits von Raum und Zeit, Neuausgabe 2017 (Par les chemins de l'espace, 1997), ISBN 978-3-551-02573-9
Dieser Sonderband versammelt alle sieben Valerian-und-Veronique-Kurzgeschichten, die Pierre Christin und Jean-Claude Mézières in den 70er Jahren für das Taschenbuch Super Pocket Pilote schufen.

- Valerian und Veronique Spezial 1: Die Rüstung des Jakolass, 2016 (Valérian, vu par Manu Larcenet - L'armure du Jakolass, 2016), ISBN 978-3-551-02631-6
Ein von Mézières und Christin abgesegnetes Valerian-Album. Valerian ist nur noch ein Schatten seiner selbst, ungepflegt und mit Glatze, es muss einen schweren Unfall im Raum-Zeit-Kontinuum gegeben haben. Veronique ist nicht begeistert.[7][8]

- Valerian und Veronique Spezial 2: Shinguzlooz Inc., 2017 (Valérian, vu par Wilfrid Lupano et Mathieu Lauffray - Shingouzlooz Inc., 2017), ISBN 978-3-551-02632-3
Die Erde gehört den Shinguz! Zumindest so lange, bis sie sie beim Pokern an Sha-OO, den Weltabsauger, verlieren … Werden unsere Raum-Zeit-Agenten ihnen bei der Beseitigung dieses Schlamassels helfen können?[9]

- Valerian und Veronique Spezial 3: Wo die Geschichten entstehen, 2023 (Valérian, vu par Pierre Christin et Virginie Augustin - Là où naissent les histoires, 2022), ISBN 978-3-551-02633-0
Dieser Band knüpft, anders als die anderen beiden Spezialbände, zeichnerisch und erzählerisch an die Hauptserie an: Valerian und Veronique leben als Kinder bei "Onkel" Albert und unterstützen ihn bei einer intergalaktischen Aufgabe...[10]

### Gesamtausgabe
2007–2012 erschien in Frankreich Valérian et Laureline l'Intégrale bei Dargaud. Eine mit dieser Edition identische Gesamtausgabe veröffentlichte der Carlsen Verlag 2010–2014. Die Bände enthalten jeweils drei oder vier Alben, ergänzt um ein Vorwort von Stan Barets (deutsche Bearbeitung und Ergänzungen von Volker Hamann).
- Band 1 (Schlechte Träume, Die Stadt der tosenden Wasser und Im Reich der tausend Planeten), 2010, ISBN 978-3-551-02550-0
- Band 2 (Das Land ohne Sterne, Willkommen auf Alflolol und Die Vögel des Tyrannen), 2011, ISBN 978-3-551-02553-1
- Band 3 (Botschafter der Schatten, Trügerische Welten und Die Insel der Kinder), 2011, ISBN 978-3-551-02554-8
- Band 4 (Das Monster in der Metro, Endstation Brooklyn, Die Geister von Inverloch und Die Blitze von Hypsis), 2012, ISBN 978-3-551-02555-5
- Band 5 (Die große Grenze, Lebende Waffen und Die Kreise der Macht), 2012, ISBN 978-3-551-02556-2
- Band 6 (Im Bann von Ultralum, Die Sternenwaise und In unsicheren Zeiten), 2013, ISBN 978-3-551-02557-9
- Band 7 (Am Rande des großen Nichts, Das Gesetz der Steine und Der Zeitöffner), 2014, ISBN 978-3-551-02558-6

Seit dem Jahr 2017 vermarktet der Carlsen Verlag auch einen sogenannten Band 8 in seinem Internetauftritt. Dieser Band unter dem offiziellen Namen Die Kurzgeschichten ohne den Titelzusatz Gesamtausgabe und ohne Vorwort erschien im kleineren Hardcover-Format und enthält sieben Kurzgeschichten (Der grosse Sammler, Gastmahl mit Tücken, Tsirillitis, der Asteroid, Das Tor zum All, Der traurige Planet, Triumph der Technik und Seltsame Geschöpfe).

## Verfilmungen

### Fernsehserie
In den frühen 1980er Jahren wurde das erste Mal versucht, den Comic als Animationsfilm umzusetzen. Mézières produzierte das Konzept für eine Episode mit dem Titel Les Astéroïdes de Shimballil („Die Asteroiden von Shimballil“). Die dabei entstandenen Zeichnungen wurden 1984 als Comic im Anhang zum Sonderband Schlechte Träume veröffentlicht.
1991 finanzierte die Firma Dargaud Films die Produktion eines dreiminütigen Pilotfilms unter der Regie von Bernard Deyriès. Animiert wurde der Film durch das Studio 32 in Paris und Luxemburg, doch mehr als diese drei Minuten wurden nicht daraus. Einige Standbilder dieses Films wurden im Band Mézières Extras veröffentlicht.
Ein erneuter Versuch, einen Pilotfilm zu entwerfen, wurde 2001 unter der Regie von Florient Ferrier unternommen. Aber auch hieraus wurde nichts Konkretes.
2006 bis 2007 wurde eine 40-teilige Zeichentrickserie in einer französisch-japanischen Co-Produktion hergestellt: Valérian et Laureline (ヴァレリアン＆ロールリンヌ, Varerian ando Rōrurinnu). An dieser waren die Studios Satelight, Dargaud und Luc Bessons EuropaCorp beteiligt. Regie führte Eiichi Satō. Die Serie wurde ins Englische (Time Jam: Valerian & Laureline), Griechische und Polnische übersetzt.

### Spielfilm
Der französische Regisseur Luc Besson hat die Comics mit Dane DeHaan und Cara Delevingne in den Hauptrollen verfilmt. Die beiden Abenteuer, die dem Spielfilm zugrunde liegen, sind Band 2: Im Reich der tausend Planeten und Band 6: Botschafter der Schatten. Der Film kam in Deutschland am 20. Juli 2017 in die Kinos.